# Афганский военный ковёр

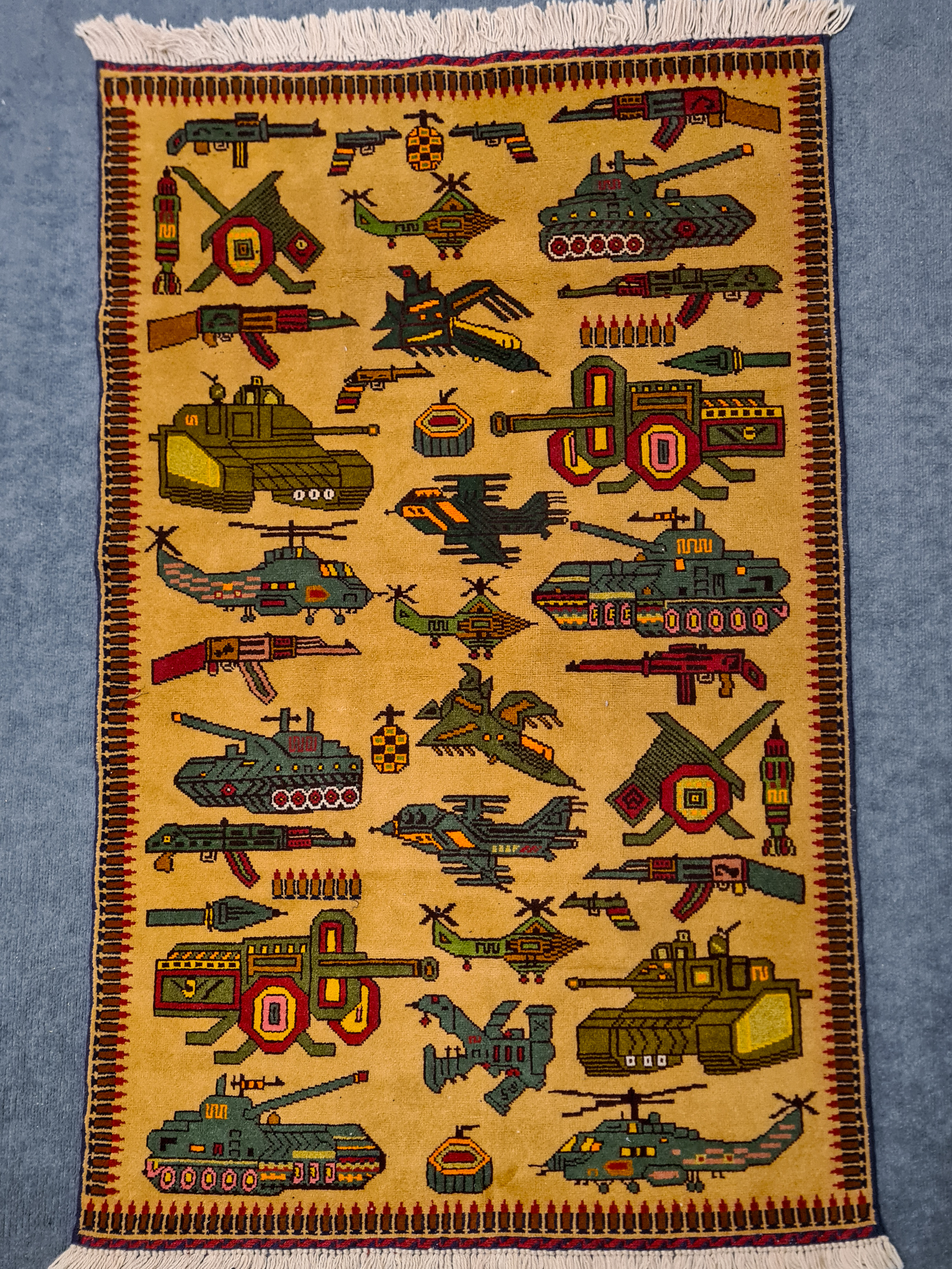
Вышивка на тему советского вторжения в Афганистан

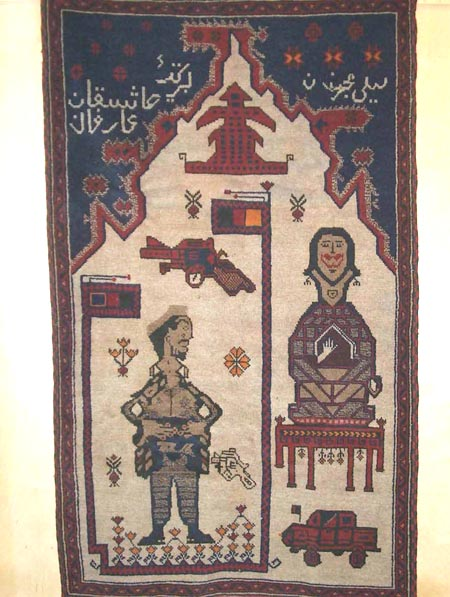
Современная версия истории о Лейли и Меджнуне на афганском ковре

Афганский военный ковёр — разновидность изготовляемых в Афганистане и Пакистане ковров, на которых изображаются предметы современной военной экипировки и сцены боевых действий. Традиция изготовления подобных ковров восходит ко временам советского присутствия в Афганистане в 1979–1989 годах. Последующие военные, политические и социальные конфликты обусловили сохранение традиции и продолжение производства ковров в настоящее время. Первые ковры на военную тематику стали появляться сразу после введения в Афганистан ограниченного контингента советских войск. В 2001 году, после ввода в страну армии Соединенных Штатов Америки, производство ковров получило новый стимул развития.
Афганские военные ковры изготавливаются достаточно небрежно и из грубого материала, их создатели в первую очередь ориентируется на смысл изображения. На коврах можно найти самолёты, танки, автомат Калашникова, орнаменты из пуль, снарядов и гранат. Появление новой техники, например беспилотников, сопровождается  переходом их и на ковры. В сюжетах, получающих интерпретацию на ковре, находят отражение не только боевые действия в Афганистане, но и резонансные мировые события. Например, после террористических актов 11 сентября 2001 года появилась серия ковров, посвящённых этому событию, ставшая популярной среди коллекционеров и простых покупателей Северной Америки несмотря на излишнюю натуралистичность в изображении трагедии. Резкий рост спроса на ковры, по мнению продавцов и экспертов, породил чисто коммерческую эксплуатацию изготовителями военной тематики.
Афганские военные ковры считаются одним из наиболее ярких проявлений батального искусства конца XX — начала XXI века. В англоязычном мире, с подачи продавцов, коллекционеров и художественных критиков, в отношении данного вида искусства закрепились термины Baluch (русская калька — «белуджи») и war rug (с англ. — «военный ковер»). Эти произведения являются источником сведений о том, как воспринимаются создателем ковра происходящие вокруг события военной и политической жизни.
Популяризатором афганских военных ковров в Западном мире считается американский коллекционер Кевин Судейт, который организовал их доставку в Северную Америку. Однако представленные им в 2014 году ковры с изображением беспилотников некоторые искусствоведы, например Найджел Лендон из Австралийского национального университета, не признают аутентичными.

## Классификация
Искусствоведы подразделяют афганские военные ковры на три типа:
- протестные;
- победные;
- сувенирные.

Протестные ковры характеризуются изображениями военной техники различных государств и формирований, действовавших на территории Афганистана. В традиционном узоре присутствуют изображения военной техники и оружия, принадлежащих Советской Армии, Армии США или движению Талибан.
Победные ковры также содержат изображения вооружения, но в этом случае — принадлежащего моджахедам, противостоящим вторжению. Другим распространённым рисунком на победных коврах являются карты вывода советских войск.
Сувенирные ковры имеют чисто коммерческую направленность: они изготавливаются с целью продажи и содержат изображение, востребованное рынком и не отражающее мнение автора. В частности, пользующиеся повышенным спросом ковры с изображением атак на башни-близнецы относятся именно к сувенирным коврам.

## Внешние ссылки
- Rug-of-War by Mimi Kirk, Smithsonian.com, 4 February 2008.
- Rugs of War, Blog by Nigel Lendon and Prof. Tim Bonyhady of the Australian National University.